# Corticarina
Corticarina is een geslacht van kevers uit de familie schimmelkevers (Latridiidae).

## Soorten
- C. acuta Johnson, 1974
- C. acutoides Johnson, 1979
- C. adamsi Johnson, 1981
- C. alberta Fall, 1893
- C. alemannica Schiller, 1984
- C. amoena Johnson, 1981
- C. amplipennis (Motschulsky, 1867)
- C. angelensia Rucker, 1992
- C. antipodum (Belon, 1885)
- C. arcuata Rücker, 1979
- C. arizonensis Andrews, 2001
- C. ashei Johnson, 1997
- C. australis (Blackburn, 1891)
- C. baranowskii Johnson, 1990
- C. beloni Johnson, 1981
- C. benardi Dmoz, 1970
- C. bhutanensis Johnson, 1977
- C. bicolor Dajoz, 1971
- C. biharensis Johnson, 1979
- C. blatchleyi Johnson, 1990
- C. boliviensis Rucker, 1981
- C. brasiliensis Johnson, 1981
- C. broadheadi Johnson, 1981
- C. brooksi Johnson, 1997
- C. bruta Johnson, 1977
- C. carinifrons Johnson, 1990
- C. cavicollis (Mannerheim, 1844)
- C. centralis (Sharp, 1902)
- C. clareae Johnson, 1972
- C. clarula (Broun, 1895)
- C. clayae Johnson, 1981
- C. coei Johnson, 1972
- C. cognata Johnson, 1972
- C. conjuncta Johnson, 1997
- C. convexipennis (Motschulsky, 1861)
- C. curta (Wollaston, 1854)
- C. cyathigera Rucker, 1990
- C. cylindronata (Motschulsky, 1866)
- C. championi Johnson, 1972
- C. chinensis Johnson, 1972
- C. dajozi Johnson, 1974
- C. darbyi Johnson, 1991
- C. delicatula (Wollaston, 1864)
- C. derougemonti Johnson, 1974
- C. duplicata (Sharp, 1902)
- C. eichlini Andrews, 1992
- C. excavata Johnson, 1977
- C. exigua (Mannerheim, 1853)
- C. fornicata Otto, 1978
- C. franzi Johnson, 1974
- C. fraudulenta Johnson, 1972
- C. fukiensis Johnson, 1990
- C. gangolae Johnson, 1970
- C. globifera (Motschulsky, 1867)
- C. gracilenta Johnson, 1979
- C. gracilicornis Jeannel & Paulian, 1945
- C. guatemalica Johnson, 1997
- C. guptai Johnson, 1979
- C. guyanensis Dajoz, 1971
- C. hammondi Johnson, 1972
- C. hancocki Johnson, 1979
- C. herbivagans (Le Conte, 1855)
- C. hierroensis Johnson
- C. hoegei Johnson, 1979
- C. horrida (Belon, 1897)
- C. hova Johnson, 1981
- C. ignea Johnson, 1979
- C. impensa Johnson, 1997
- C. inobservata Johnson, 1997
- C. irkutensis Strand, 1968

- C. johnsoni Rucker, 1979
- C. kabakovi Saluk, 1992
- C. keiferi Andrews, 1995
- C. kekenboschi Dajoz, 1970
- C. khnzoriani Johnson, 1976
- C. kiymbiae Rucker, 1982
- C. klapperichi Johnson, 1981
- C. kraussi Johnson, 1981
- C. lambiana Sharp, 1910
- C. latipennis (Sahlberg, 1871)
- C. leleupi Rucker, 1982
- C. lescheni Johnson, 1997
- C. lobeliae Johnson, 1974
- C. longipennis (Le Conte, 1855)
- C. lutea Rucker, 1979
- C. milleri Andrews, 1992
- C. minuta (Fabricius, 1792)
- C. montana Johnson, 1979
- C. nakanei Johnson, 1976
- C. nigerrima Johnson, 1974
- C. nigra Johnson, 1974
- C. nilgiriensis Johnson, 1979
- C. orientalis Rucker, 1982
- C. ovata Rucker, 1980
- C. ovipennis (Motschulsky, 1867)
- C. pacata (Broun, 1886)
- C. paradoxa Saluk, 1992
- C. parallela Johnson, 1972
- C. parvula (Mannerheim, 1844)
- C. planiuscula (Motschulsky, 1867)
- C. portentosa Johnson, 1997
- C. pulchella Johnson, 1974
- C. pullula (Motschulsky, 1867)
- C. pusilla (Mannerheim, 1844)
- C. rectangula (Motschulsky, 1867)
- C. regularis (Le Conte, 1855)
- C. reidi Johnson, 1990
- C. rickardi Johnson, 1997
- C. riedeli Johnson, 1991
- C. riveti Johnson, 1981
- C. rotundipennis (Wollaston, 1854)
- C. saluki Johnson, 2006
- C. scissa (Le Conte, 1855)
- C. scotti Johnson, 1979
- C. seminigra Johnson, 1974
- C. sericella (Motschulsky, 1867)
- C. serrula Brèthes, 1922
- C. setigera (Belon, 1885)
- C. silvicola Rucker, 1985
- C. similata (Gyllenhaal, 1827)
- C. simoni Johnson, 1981
- C. steinheili Reitter, 1880
- C. strandi Johnson, 1972
- C. sturmi Rucker, 1985
- C. subcognata Johnson, 1979
- C. subgibbosa Johnson, 1972
- C. subnitida (Motschulsky, 1867)
- C. szunyoghyi Rucker, 1980
- C. torrida Johnson, 1981
- C. trichonota (Belon, 1898)
- C. truncatella (Mannerheim, 1844)
- C. truncatipennis Johnson, 1979
- C. turneri Johnson, 1974
- C. upembae Dajoz, 1970
- C. vanschuytbroecki Dajoz, 1970
- C. viatica Johnson, 1997
- C. williamsi Johnson, 1974
- C. wittmeri Johnson, 1979
- C. wolamo Johnson, 1979